# Erich Moritz von Hornbostel
Erich Moritz von Hornbostel (ur. 25 lutego 1877 w Wiedniu, zm. 28 listopada 1935 w Cambridge) – niemiecki etnomuzykolog, współtwórca tej dyscypliny muzykologii badającej muzykę etnosu.
Hornbostel zainicjował fonograficzny zapis muzyki ludów pierwotnych i w 1900 roku w Berlinie założył (wraz ze swoim nauczycielem Carlem Stumpfem) „Phonogramm Archiv” – pierwsze archiwum fonograficzne, które stało się zaczątkiem współczesnej etnografii muzycznej.
W 1914 r. opublikował opracowaną wspólnie z Curtem Sachsem i stosowaną oraz rozwijaną do dziś naukową klasyfikację instrumentów muzycznych (patrz klasyfikacja Hornbostela-Sachsa).
Hornbostel ogłosił kilkaset prac o muzyce Japonii, Indii, Korei, Chin, Sumatry, Kuby i Madagaskaru. Wiele prac poświęcił psychologii słyszenia oraz problemom etnomuzykologii.